# Орролі
Орролі (італ. Orroli, сард. Orroli) — муніципалітет в Італії, у регіоні Сардинія,  провінція Кальярі.
Орролі розташоване на відстані близько 370 км на південний захід від Рима, 55 км на північ від Кальярі.
Населення — 2325 осіб (2014).
Щорічний фестиваль відбувається 21 січня. Покровитель — San Vincenzo Martire.

## Демографія
Населення за роками:

Станом на 1 січня 2023 року в муніципалітеті офіційно проживало 8 іноземців з 4 країн, серед них 4 громадяни країн Євросоюзу.

## Символи
Герб і прапор муніципалітету Орролі були надані указом Президента Республіки від 21 січня 2009 року.
|  | Герб із золота, до нурагі червоного, стіни з чорного, закриті з того самого, заснований на рівнині синього, що коливається зі срібла; це нураге, увінчане колесом Санта-Катерини з вісьмома спицями та шістнадцятьма лопатями, червоне, це колесо з отворами в полі. Зовнішні прикраси гміни. |

## Сусідні муніципалітети
- Ескалаплано
- Естерцилі
- Гоні
- Нуррі
- Сьюргус-Донігала